# Élection présidentielle islandaise de 1976

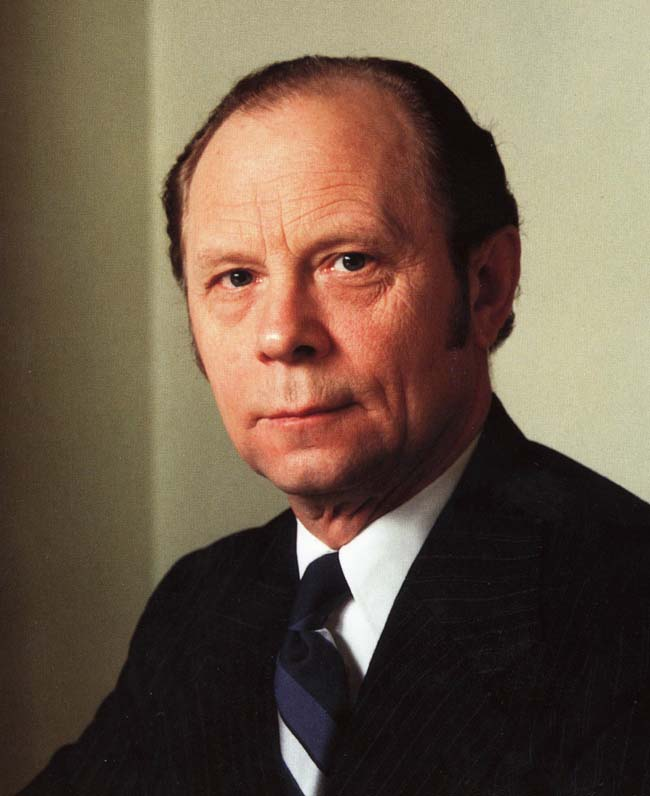
Kristján Eldjárn, réélu sans opposant en 1976.

Une élection présidentielle devait avoir lieu en 1976 en Islande. Néanmoins, face à l'absence d'opposants, le  Président élu en 1968, Kristján Eldjárn, a été reconduit pour la seconde fois sans élection.